# Davinde (plaats)
Davinde is een plaats in de Deense regio Zuid-Denemarken, gemeente Odense. De plaats telt 242 inwoners (2020). Midden in het dorp staat de Davindelinde die werd geplant in 1816. De boom wordt ieder jaar op Sankt Hans gesnoeid.